# Ciosankowate
Ciosankowate, języczkowate (Cynoglossidae) – rodzina ryb flądrokształtnych (Pleuronectiformes). Większość gatunków morskich, niektóre spotykane w wodach słodkich. Mimo niewielkich rozmiarów mają znaczenie gospodarcze ze względu na smaczne mięso.

## Zasięg występowania
Strefa tropikalna i subtropikalna Oceanu Indyjskiego, Spokojnego i wschodniej części Atlantyckiego.

## Opis
Typowa dla flądrokształtnych asymetryczna budowa ciała, ale w porównaniu do ryb z rodziny flądrowatych ciało ciosankowatych jest bardziej wydłużone, małe oczy położone po lewej stronie, a płetwy grzbietowa i odbytowa są połączone z ogonową. Otwór gębowy asymetryczny. Ciosankowate nie mają płetw piersiowych. Zanikła u nich również jedna z płetw brzusznych. Linia boczna nie występuje lub składa się z dwóch, a nawet trzech odrębnych linii.
Ciosankowate osiągają przeciętnie ok. 30 cm, a największe osobniki nie przekraczają 50 cm długości.

## Tryb życia
Prowadzą przydenny tryb życia. Spotykane najczęściej na dnie piaszczystym lub piaszczysto-mulistym w wodach przybrzeżnych i w estuariach. Gatunki z rodzaju Symphurus są rybami głębinowymi, przebywają na głębokościach od 300–1900 m p.p.m. Ikra pelagiczna, unosi się w toni wodnej. Larwy wykluwają się w zależności od temperatury od doby do dwóch tygodni.

## Klasyfikacja
Rodzaje zaliczane do tej rodziny, są zgrupowane w podrodzinach Cynoglossinae, Symphurinae:
Cynoglossus — Paraplagusia — Symphurus

## Uwaga
Ciosa – pomimo podobnej nazwy nie należy do rodziny ciosankowatych.